# Brug 1448
Brug 1448 is een bouwkundig kunstwerk in Amsterdam-Zuidoost.
De brug werd aangelegd in het kader van de bouw van de woonwijk Reigersbos. Op het gebied van bruggenbouw was dit het domein van architect Dirk Sterenberg, die het bruggetje vanuit Hoorn als zelfstandig architect ontwierp voor de Dienst der Publieke Werken. Voor Reigersbos ontwierp hij betonnen en houten bruggen. Brug 1448 is er een uit de categorie houten bruggen. Deze brug is alleen bestemd voor voetgangers. Vanaf het Suideraspad gelegen in genoemde wijk gaat dit bruggetje eigenlijk nergens heen; het landt in De Hoge Dijk, maar het aansluitend pad leidt direct naar het Abcouderpad en het Spengenpad. Ten noorden van de brug begint de punt van het trechtervormig park Snodenhoekpark.
Ontwerp, aanbesteding en bouw van de brug gebeurde nog in de tijd dat er voor deze wijk geen straatnamen waren vergeven; men moest het doen met Reigersbos III en IV. Wel ging om een pakket aan bruggen. Met brug 1448 werd ook gewerkt aan de bruggen 1444 tot en met 1455 en brug 1399, allemaal bestemd voor voetgangers en sommige ook voor fietsers  Op 13 september 1982 startten de werkzaamheden; oplevering moest plaatsvinden op 27 april 1983.
De brug heeft de kenmerken van de voet- en fietsbruggen die Sterenberg voor de wijk ontwierp. Betonnen brugpijlers dragen afgeronde jukken, die de houten liggers dragen. De balustraden en leuningen waren van dikke houten balken, geplaatst tussen betonnen borstweringen. Het houtwerk was donkerbruin geschilderd. Er was hier echter iets bijzonders aan de hand. De oever van de woonwijk lag lager dan die van De Hoge Dijk en moest verhoogd worden met een terras. Daardoor kwam het landhoofd dermate hoog ten opzichte van het water te liggen dat een afscherming noodzakelijk was tegen mogelijk vallen; Sterenberg ontwierp een terreinafscheiding.
De balustrades en leuningen die Sterenberg had bedacht kregen het zwaar te verduren van weersomstandigheden. De bovenbouw werd in begin 21e eeuw vervangen.
1431 · 1432 · 1438 · 1439 · 1444 · 1445 · 1446 · 1447 · 1448 · 1449 ·  1450 · 1451 · 1452 · 1453 · 1454 · 1455 · 1456 · 1457 · 1458 · 1459 · 1461 · 1462 · 1463 · 1464 · 1465 · 1466 · 1471 · 1472 · 1473 · 1477 · 1478 · 1479 · 1482 · 1483 · 1484 · 1485 · 1486 · 1487 · 1488 · 1489 · 1490
Overige brugnummers niet vergeven of gesloopt (gegevens 2022).